# Planka.nu
Planka.nu es una red de organizaciones activistas suecas que promueve el transporte público gratuito y financiado por impuestos. Cuenta con divisiones en Estocolmo, Gotemburgo, Skåne y Östergötland, y fue fundada en 2001 por la Federación Juvenil Anarcosindicalista Sueca en respuesta al aumento de los precios de los billetes en el sistema de transporte público de Estocolmo. Su trabajo ha recibido amplia atención debido a los métodos utilizados para promover el transporte público gratuito, que incluyen la evasión de tarifas y el pago posterior de las multas correspondientes a través de un fondo común llamado p-kassan.

## Historia
En 2001, la división de Estocolmo de la Federación Juvenil Anarcosindicalista Sueca ( en sueco: SUF, Syndikalistiska Ungdomsförbundet) lanzó la campaña Planka.nu (literalmente, "evita-pasaje.ahora") como reacción a un aumento en los precios de los billetes de transporte por parte de la Región de Estocolmo, que en 2009 un estudio clasificó como uno de los más caros del mundo.
Debido al creciente éxito de la campaña, esta se separó del SUF para formar una organización independiente. Desde entonces, se han puesto en marcha divisiones locales en Gotemburgo en 2003, Östergötland en 2005 y Skåne en 2009, y se ha creado una organización hermana, pumm.it, en Helsinki, Finlandia . En noviembre de 2008, Planka.nu lanzó Freepublictransports.com, un foro global para el movimiento de transporte público gratuito.
En los últimos años, han surgido inicativas similares en Alemania y España.

## Activismo

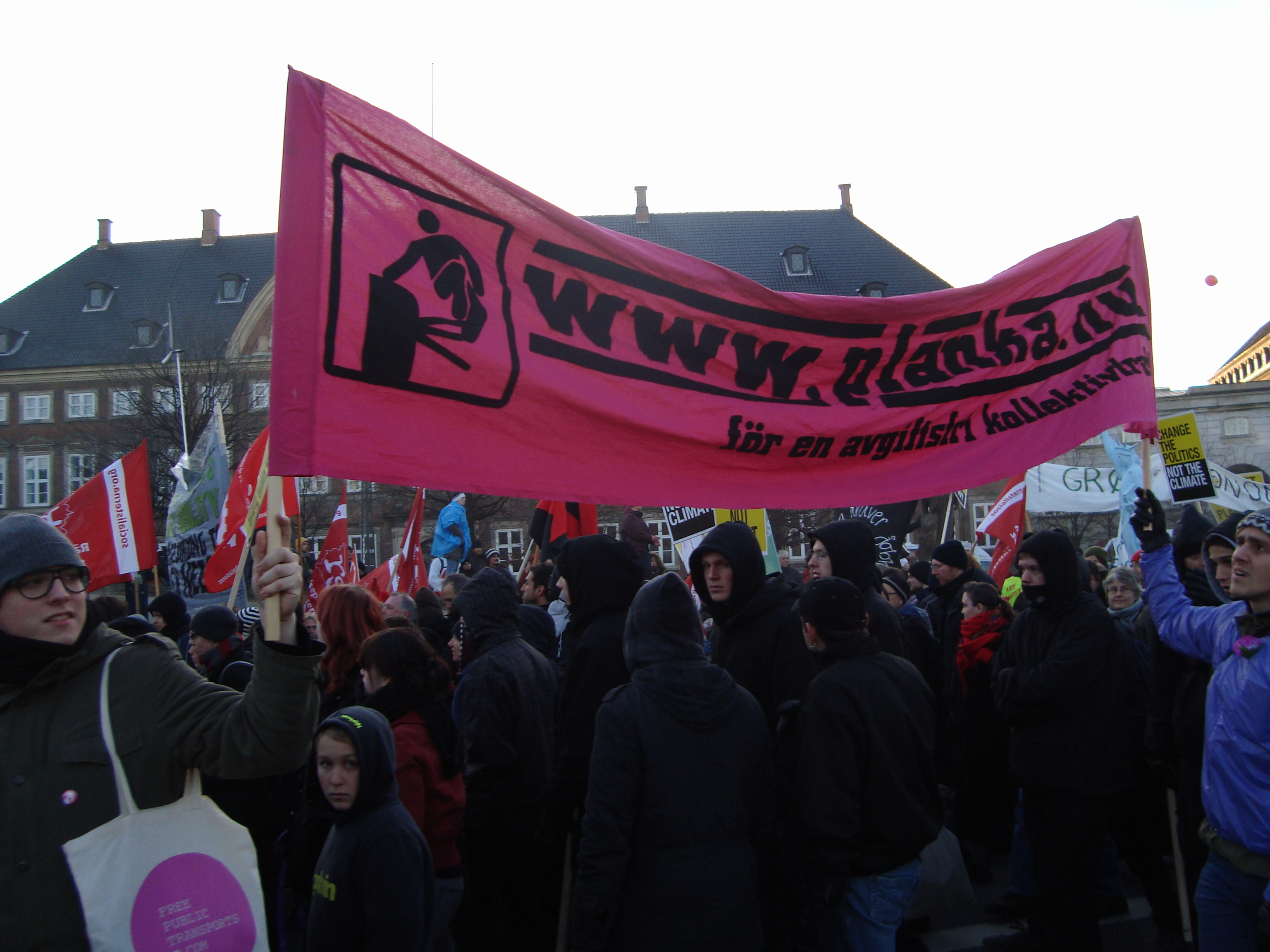
Planka.nu manifestándose en la COP15.

En la tradición de los autonomistas italianos, Planka.nu aboga por la auto-reducción, donde el consumidor determina el precio del servicio. Mientras que en otros casos esto se hace de acuerdo con (al menos algunos) empleados del proveedor de servicios, en el caso de Planka.nu se alienta a los evasores de tarifas a evadir tarifas sin solicitar ningún permiso.
Con el tiempo, Planka.nu ha ampliado sus líneas de acción y en la actualidad funciona como un laboratorio de ideas centrado en el transporte público, la planificación urbana y el cambio climático, así como una caja de resistencia. La red también lleva a cabo acciones como mítines, contrapublicidad, y panfletos . Junto con la organización de derechos de los refugiados Ingen människa är ilegal, la división sueca de Nadie es ilegal, Planka.nu da billetes de transporte para los inmigrantes sin asilo  para evitar que puedan ser denunciados y deportados por viajar sin ellos.

### P-kassan
No comprar un billete o viajar con un pase incorrecto está sujeto a una multa de 1200 SEK en los sistemas de transporte público de Estocolmo, Gotemburgo y Östergötland. A cambio de una cuota de membresía (pagada mensual o semestralmente), Planka.nu reembolsa a los miembros multados a través del fondo de solidaridad p-kassan . Los ingresos restantes del fondo se utilizan para financiar acciones de apoyo a inmigrantes y para financiar la producción de folletos, pegatinas, carpetas, páginas web y otros materiales informativos. Todos los miembros de Planka.nu trabajan pro bono .
En diciembre de 2009, la agencia de transporte Västtrafik acusó a la división de Gotemburgo de organizar una forma no autorizada de seguro.

## Críticas
Planka.nu y sus organizadores han sido objeto de críticas significativas, principalmente por parte de políticos y empresas de transporte de las diferentes ciudades. La red ha sido denunciada a la policía por incitación al delito por parte de las compañías de transporte Storstockholms Lokaltrafik (SL), Västtrafik y ÖstgötaTrafiken, quienes creen que Planka.nu lleva a cabo actividades ilegales. No obstante, hasta la actualidad no se han realizado cargos, y la organización defiende que sus actividades no están en conflicto con la legislación vigente.
Muchos críticos creen que la evasión de tarifas conduce a una reducción de los fondos disponibles y un aumento de los costes del transporte público, lo que lleva a subidas de precios para quienes sí pagan los billetes.
En 2004, la Unión de Estudiantes de la Universidad de Estocolmo recibió atención mediática a raíz de permitir una reunión de la organización en sus instalaciones, y luego vetarla tras las críticas recibidas.

## Publicaciones

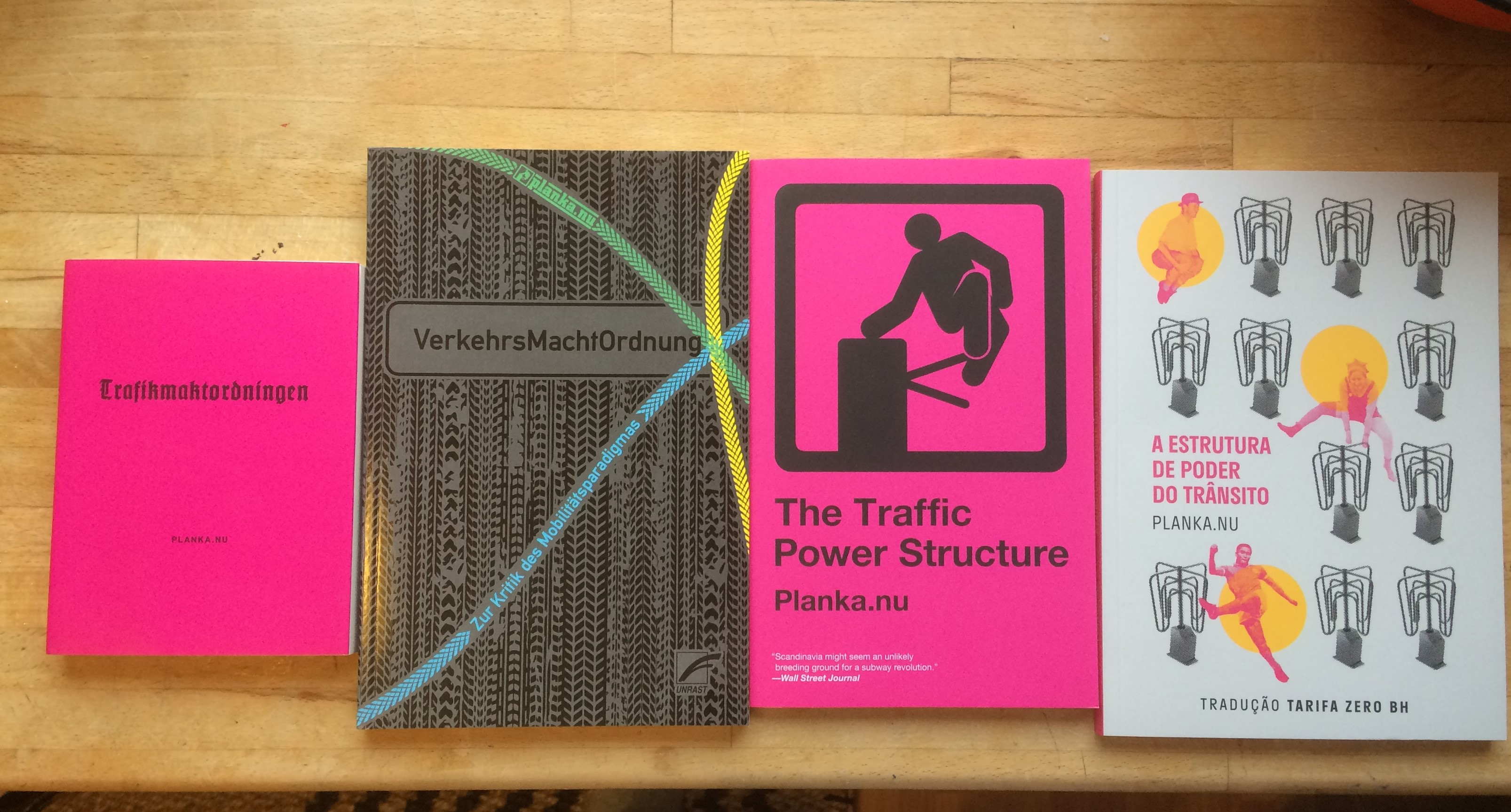
Trafikmaktordningen en cuatro idiomas diferentes.

Planka.nu ha publicado cuatro libros blancos. ¿Autopista al Infierno? critica los planes de crear una circunvalación exprés alrededor de Estocolmo. Viajar no tiene por qué costar la Tierra propone un conjunto de medidas para hacer que el sector del transporte en Estocolmo sea más respetuoso con el clima, y ¿A cualquier precio? elabora un informe sobre los costos del sistema de billetes en el sistema de transporte público de Estocolmo.
La estructura de poder del tráfico trata sobre las jerarquías del transporte y cómo se relacionan con la movilidad social y la clase, y en 2011 fue publicado como libro en Suecia. Desde entonces, ha sido traducido al alemán, inglés y portugués brasileño.